# Забелин, Павел Витальевич
Павел Витальевич Забелин (бел. Павел Віталевіч Забелін; род. 30 июня 1995, Гродно) — белорусский футболист, полузащитник кипрского «Акритаса» и национальной сборной Беларуси.

## Карьера

### Клубная
Воспитанник СДЮШОР гродненского «Немана», с 2011 года выступал за дубль клуба. В сезоне 2013 закрепился в резервной команде, стал капитаном дубля. В 2014 году уже стал привлекаться и к основной команде. Дебютировал в Высшей лиге 14 сентября 2014 года в матче против «Днепра», выйдя на замену на 83-й минуте.
Перед сезоном 2015 значительное количество молодых игроков, в том числе и Забелин, было переведено в основной состав. 4 апреля 2015 года забил свой первый гол за «Неман» (в ворота «БАТЭ» в ответном матче четвертьфинала Кубка Беларуси, итоговый счет 1:2).
В марте 2016 года был отдан в аренду клубу «Барановичи», а в июле того же года перебрался в микашевичский «Гранит». В составе «Гранита» стал игроком основы, в матче последнего тура забив гол в ворота «Белшины» ударом с 35 метров, однако это на помогло микашевичскому клубу сохранить место в элитном дивизионе. По окончании сезона 2016 вернулся в гродненский клуб.
В январе 2017 года начал предсезонную подготовку с «Неманом», с которым в феврале подписал новый трехлетний контракт. Однако, в марте снова присоединился к «Граниту». В «Граните» в сезоне 2017 стал лучшим бомбардиром команды с 12 голами.
В январе 2018 года был отдан в аренду дебютанту Высшей лиги — клубу «Смолевичи», однако уже через две недели арендное соглашение было разорвано. Позже проходил просмотр в «Крумкачах», но клуб не сумел получить лицензию на участие в Высшей лиге, и полузащитник вернулся в «Неман». Играл преимущественно за дубль, с 19 голами став лучшим бомбардиром турнира дублеров. В основной команде провел 9 матчей в чемпионате и 2 в Кубке Беларуси. В сезоне 2019 стал чаще появляться в основной команде, а в конце сезона стал выходить в стартовом составе. В декабре 2019 года продлил контракт с «Неманом» до конца 2020 года. В сезоне 2020 закрепился в основном составе, забил семь голов.
В январе 2021 года перешёл в солигорский «Шахтёр». Однако, в начале сезона 2021 года он не играл и в марте вернулся в «Неман» на правах аренды, где снова стал основным игроком. В июле 2021 года он был отозван из аренды и вскоре перешёл в узбекский «Андижан». В июле 2023 года покинул солигорский клуб, расторгнув контракт по соглашению сторон.
В июле 2023 года футболист стал игроком казахстанского клуба «Тобол». В январе 2024 года футболист покинул казахстанский клуб.
В феврале 2024 года футболист перешёл в саратовский «Сокол». В общей сложности провел за клуб 42 матча, в которых отметился одним голом и двумя результативными передачами. В июне 2025 года расстался с командой.
В начале августа 2025 года стал игроком кипрского клуба «Акритас», который перед тем заработал повышение в классе и получил право выступать в высшем дивизионе. 

### Международная
15 апреля 2015 года дебютировал за молодёжную сборную Беларуси в товарищеском матче против Украины.
В мае 2023 года футболист попал в расширенный состав национальной сборной Беларуси. Дебютировал за сборную футболист 26 марта 2024 года в товарищеском матче против сборной Мальты.

## Статистика
| Сезон    | Дивизион | Клуб                | Страна                    | Матчи | Голы |
| -------- | -------- | ------------------- | ------------------------- | ----- | ---- |
| 2011     | дубль    | Неман (Гродно)      | Флаг Беларуси (1995—2012) | 11    | 0    |
| 2012     | дубль    | Неман (Гродно)      | Флаг Беларуси             | 5     | 1    |
| 2013     | дубль    | Неман (Гродно)      | Флаг Беларуси             | 32    | 8    |
| 2014     | Д1       | Неман (Гродно)      | Флаг Беларуси             | 4     | 0    |
| 2015     | Д1       | Неман (Гродно)      | Флаг Беларуси             | 21    | 0    |
| 2016 (1) | Д2       | Барановичи          | Флаг Беларуси             | 13    | 4    |
| 2016 (1) | Д1       | Гранит (Микашевичи) | Флаг Беларуси             | 14    | 1    |
| 2017     | Д1       | Гранит (Микашевичи) | Флаг Беларуси             | 30    | 12   |
| 2018     | Д1       | Неман (Гродно)      | Флаг Беларуси             | 9     | 0    |
| 2019     | Д1       | Неман (Гродно)      | Флаг Беларуси             | 17    | 0    |
| 2020     | Д1       | Неман (Гродно)      | Флаг Беларуси             | 28    | 7    |
| 2021 (1) | Д1       | Шахтёр (Солигорск)  | Флаг Беларуси             | 0     | 0    |
| 2021 (2) | Д1       | Неман (Гродно)      | Флаг Беларуси             | 14    | 2    |
| 2021 (3) | Д1       | Андижан             | Флаг Узбекистана          | 14    | 3    |
| 2022     | Д1       | Шахтёр (Солигорск)  | Флаг Беларуси             | 18    | 0    |
| 2023 (1) | Д1       | Шахтёр (Солигорск)  | Флаг Беларуси             | 14    | 2    |
| 2023 (2) | Д1       | Тобол (Костанай)    | Флаг Казахстана           | 10    | 1    |

## Достижения
«Шахтёр» Солигорск
- Победитель Высшей Лиги: 2022[a]
- Обладатель Суперкубка Беларуси: 2021, 2023

«Тобол» Костанай
- Обладатель Кубка Казахстана: 2023